# غدة زايس
غدد زايس هي غدد زهمية وحيدة الفص تقع على حافة الجفن. تعمل غدد زايس على حماية الرموش. وتنتج هذه الغدد مادة دهنية تصدر من خلال قنوات إفرازية للفص الزهمي في الجزء الأوسط من بصيلات الشعر. وتوجد غدد عرقية في نفس المنطقة من جفن العين بالقرب من قاعدة الرموش، وتسمى«غدد مول».
إذا لم نحافظ على نظافة الرموش، فقد نتعرض للإصابة بحالات مثل الالتهاب الجريبي وإذا أصيبت الغدة الزهمية، فيمكن أن يؤدي ذلك إلى ظهور خراج ودمل في العين (الجنجل )وعندها يجب استعمال كمادات حارة مع مضاد حيوي موضعي بشكل قطرة وأفضلها هو التوبراميسين tobrex 1*4 وfucethalmic eye gel 1*2. وقد أطلق عليها اسم غدد زايس نسبة لطبيب العيون إدوارد زايس (1868م-1807م).